# أدفينلا كشميرية
أدفينلا كشميرية (الاسم العلمي: Advenella kashmirensis) هي نوع من البكتيريا، سلبية الغرام، تتبع جنس الأدفينلا.